# Untereichhofen
Untereichhofen ist ein Gemeindeteil der Gemeinde Aßling im oberbayerischen Landkreis Ebersberg.

## Lage
Das Dorf liegt nordwestlich des Kernortes Aßling. Die Staatsstraße 2089 verläuft östlich und südlich. Unweit westlich fließt die Moosach. 

## Sehenswürdigkeiten

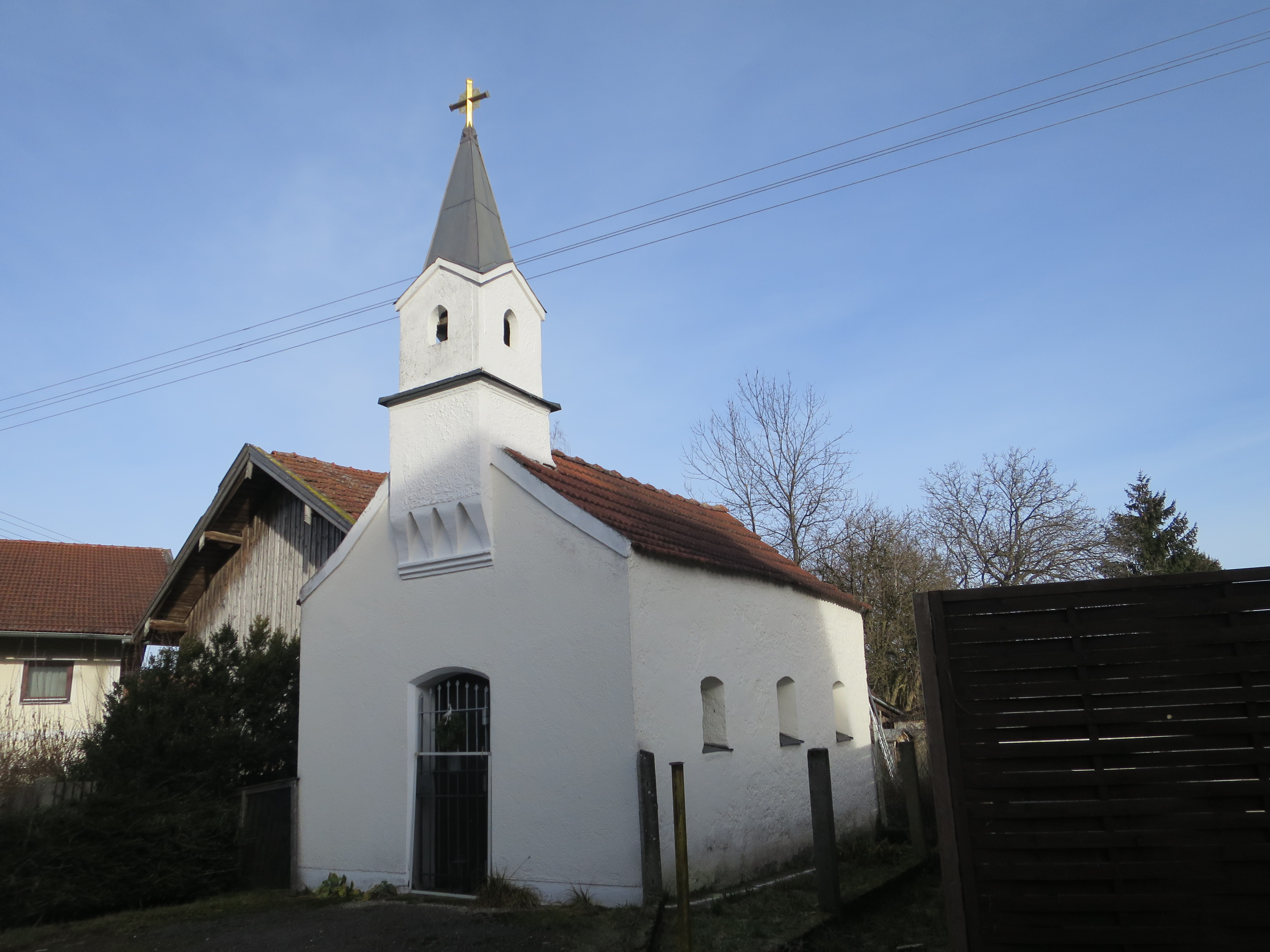
Kapelle, Untereichhofen 8

In der Liste der Baudenkmäler in Aßling sind für Untereichhofen zwei Baudenkmäler aufgeführt:
- Die aus der zweiten Hälfte des 18. Jahrhunderts stammende Kapelle (Untereichhofen 8) ist ein schlichter Putzbau mit flachem Satteldach, geradem Schluss und massivem Fassadenreiter.
- Der Wohnteil des ehemaligen Einfirsthofes (Untereichhofen 2), ein zweigeschossiger Flachsatteldachbau mit Blockbau-Obergeschoss, dreiseitig umlaufender Laube und Hochlaube, wurde Mitte des 18. Jahrhunderts erbaut.